# Ingbert Liebing
Pour les articles homonymes, voir Liebing.
Ingbert Liebing, né le 11 mai 1963, est un homme politique allemand, membre depuis 2005 du Bundestag pour la CDU.